# Božo Starčević
Božo Starčević, hrvaški rokoborec grško-rimskega sloga, * 11. december 1988, Zagreb, SR Hrvaška, SFRJ.
Njegov najboljši dosežek je bronasta medalja na evropskem prvenstvu v rokoborbi 2013 v moški grško-rimski kategoriji do 74 kg v Tbilisiju v Gruziji.